# Andrian Lazarey
Andrian Lazarey este un personaj fictiv din serialul Alias, jucat de Mark Bramhall.

## Biografie
Andrian Lazarey era un diplomat rus. A fost tatăl lui Julian Sark, descendent al familiei Romanov și membru al Ordinului Magnific al lui Rambaldi. A fost văzut pe o casetă video, aparent asasinat de Sydney Bristow. Sydney a lipsit doi ani din viața ei și singura înregistrare din acea perioadă a fost acea casetă.
Odată cu aparenta moarte a lui Lazarey, averea sa de 800,000,000$ în aur au fost transferați în contul lui Sark. Sark era în arestul CIA, dar o organizație cunoscută sub numele de The Covenant l-a extras din arest în schimbul acelei moșteniri. Lauren Reed, un agent NSC și soția lui Michael Vaughn, a fost însărcinată să-l identifice pe asasinul lui Lazarey.
În timp ce Sydney și-a continuat căutarea pentru piste referitoare la cei doi ani de dispariție, a descifrat un cod care a fost lăsat intr-o vilă din Roma, Italia. Mesajul conținea coordonatele care i-a condus pe Jack și pe Sydney la o cutie îngropată în Deșertul Californiei. Cutia conținea o mână marcată cu Ochiul lui Rambaldi. Testele au descoperit că mâna aparținea lui Lazarey și mai târziu s-a aflat că acesta trăia.
În încercarea de a-și recupera memoriile, Sydney s-a subjugat unei proceduri medicale prin care a avut o serie de viziuni ciudate. Printre care și una cu numele "St. Aidan" care se tot repeta și alături de imaginea prietenului ei Will Tippin, care era la acel moment în Programul de Protecție a Martorilor.
Sydney l-a contactat pe Will și a aflat că St. Aiden era numele unuia dintre contactele pe care le-a cunoscut când a fost analist pentru CIA. Will l-a contactat pe St. Aidan, care s-a dovedit a fi Lazarey. Lazarey i-a dat informații care i-a condus la un obiect al lui Rambaldi, o mostră de ADN -care s-a dovedit a aparține chiar lui Rambaldi. Lazarey a fost capturat de către Legământ în timpul acelei întâlniri și a fost torturat de Sark pentru a afla informațiile pe care le-a dat lui Will și lui Sydney.
Kendall a informat-o pe Sydney despre ce s-a întâmplat cu ea în cei doi ani. Ea a fost capturată de Legământ și a fost forțată să devină un asasin plătit, sub numele de Julia Thorne. Din cauza Proiectului Christmas, Legământul nu a reușit să-i spele creierul,iar Sydney a devenit un agent dublu în cadrul Legământului. A fost însărcinată să afle locația cubului lui Rambladi de la Lazarey și apoi să-l ucidă pe acesta. În schimb, Sydney și Lazarey i-au înscenat moartea și au început să caute cubul pentru a-l preda CIA-ului.
Sydney și Lazarey au găsit cubul în Defileul Râului Fish din Namibia. Au recuperat cubul dintre un seif, dar mâna lui Lazarey a rămas blocată, fiind nevoie ca Sydney să-i taie mâna ca să-l elibereze. Potrivit înțelegerii pe care a avut-o cu CIA-ul, Lazarey a dispărut fără urmă.
Sydney a aflat că Legământul plănuia să combine ADN lui Rambaldi cu ovulele ei pentru crea un copil al lui Rambaldi. Terifiată, ea a ascuns ADN lui Rambaldi și și-a șters memoria pentru ca Legământul să nu se folosească de ea ca să îl găsească. 
CIA-ul a plănuit o misiune pentru a recupera materialul genetic, deși Sydney s-a hotărât să-l distrugă în schimb. Echipa CIA l-a recuperat pe Lazarey din custodia Legământului. Lazarey a fost transportat la spital, iar pe drum a întrebat-o pe Sydney dacă știa despre "Pasager". Înainte ca Lazarey să dezvăluie alte informații despre Pasager, a fost asasinat de Lauren Reed, un agent dublu pentru Legământ.